# Daniellia ogea
Daniellia ogea là một loài thực vật có hoa trong họ Đậu. Loài này được (Harms) Holland mô tả khoa học đầu tiên.